# Александр Пірс (персонаж)
Александр Ґудвін Пірс (англ. Alexander Goodwin Pierce) — персонаж з коміксів американського видавництва Marvel Comics зазвичай як помічний персонаж — агент в оповіданнях присвячених шпигунській агенції Щ.И.Т.

## Історія публікації
Персонаж був вигаданий Бобом Гаррасом і Полом Нері, вперше в Nick Fury vs. S.H.I.E.L.D. #3 (серпень 1988).

## Біографія
Александр Пірс народився на Лонг-Айленді, Нью-Йорк. Він спеціалізувався у сфері Щ.И.Т. Академії у цивільному нагляді та працює у відділі бухгалтерського обліку, перш ніж стати агентом сплячого режиму, який працює в розшифровці розсилок від Гідри. Після втечі в засідці на гонконзькій базі Гідри Пірс супроводжував Ніка Ф'юрі в Гімалаї разом зі своєю ув'язненою Мадам Гідрою. Не витримавши сильного холоду, їх захопили дельтами й доставлені на орбіту супутника Щ.И.Т. Допомагаючи Мадам Гідрі, Пірс та група агентів Щ.И.Т.  втекли та взяли участь у битві, яка призвела до знищення дельти.
Пізніше він з'являється як лідер однієї з таємних незалежних команд Ніка Ф'юрі, Секретних Воїнів.

## В інших медіа

### Телебачення
- Олександр Пірс з'явився у телевізійному фільмі 1998 року «Нік Ф'юрі: Агент Щ.И.Т.», зображений Нейлом Робертсом.

### Фільми
- Персонаж зіграний Робертом Редфордом у фільмах 2014 року «Перший месник: Друга війна» та 2019 року «Месники: Завершення», що входять до Кінематографічного всесвіту Marvel.